# Olisthodiscophyceae
Classe
Les Olisthodiscophyceae sont une classe d’algues de l’embranchement des Ochrophyta.

## Liste des ordres
Selon AlgaeBase (12 mars 2022) :
- Olisthodiscales Cavalier-Smith